# Championnat de France féminin de water-polo 2015-2016
Cet article traite de l'épreuve féminine. Pour la compétition masculine, voir Championnat de France de water-polo masculin Pro A 2015-2016.
Navigation
Édition précédente Édition suivante
Le Championnat de France de water-polo Pro A est une compétition organisée par la Ligue promotionnelle de water-polo (LPWP).

## Les clubs participants
| \| Hérouville-Saint-Clair Bordeaux Nancy Lille Nice Saint-Jean d'Angély \| Localisation des clubs engagés dans le championnat. |
| Hérouville-Saint-Clair Bordeaux Nancy Lille Nice Saint-Jean d'Angély                                                           |

| Club                            | Classement 2013-2014 (après finales) | Entraîneurs (au 24 juin 2012, sinon voir référence) | Piscine                | Capacité (spectateurs) |
| ------------------------------- | ------------------------------------ | --------------------------------------------------- | ---------------------- | ---------------------- |
| Club des Marsouins d'Hérouville | N1                                   |                                                     | Piscine Montmorency    |                        |
| Union Saint-Bruno               | 2                                    |                                                     | Piscine Judaïque       |                        |
| Lille Métropole Water-Polo      | 1                                    |                                                     | Pisine Marx Dormoy     |                        |
| NC Saint-Jean d'Angély          | 3                                    |                                                     | Piscine Atlantys       |                        |
| Olympic Nice Natation           | 1er (N1)                             |                                                     | Piscine Jean-Bouin     |                        |
| ASPTT Nancy                     | 4                                    |                                                     | Piscine Alfred Nakache |                        |

## Classement Pro A 2015-2016
Le classement est calculé avec le barème de points suivant : une victoire vaut trois points, le match nul un. La défaite ne rapporte aucun point. Au terme de la phase régulière, les équipes à égalité sont départagées d'après le score cumulé de leurs deux matches. Si nécessaire, les scores cumulés puis le nombre de buts inscrits face à chacune des autres équipes, selon leur classement, seront utilisés, voire une séance de tirs au but dans les cas ultimes.
| Rang | Équipe                          | Pts | J | G | N | P | Bp | Bc | Diff |
| ---- | ------------------------------- | --- | - | - | - | - | -- | -- | ---- |
| 1    | Lille Métropole Water-Polo      | 9   | 3 | 3 | 0 | 0 | 35 | 20 | +15  |
| 2    | Olympic Nice Natation           | 9   | 4 | 3 | 0 | 1 | 45 | 42 | +3   |
| 3    | NC Saint-Jean d'Angély          | 6   | 4 | 2 | 0 | 2 | 40 | 36 | +4   |
| 4    | ASPTT Nancy                     | 3   | 3 | 1 | 0 | 2 | 25 | 25 | 0    |
| 5    | USB Bordeaux VC                 | 3   | 3 | 1 | 0 | 2 | 20 | 20 | 0    |
| 6    | Club des Marsouins d'Hérouville | 0   | 3 | 0 | 0 | 3 | 17 | 39 | -22  |

 : tenant du titre 2015 ; VC : Vice-champion 2015 ; CL : Vainqueur de la Coupe de la Ligue 2016 .
Légende
- Poule haute pour les play-offs.
- Poule basse.

### Matchs
| Résultats (dom.\ext.)                                      | USB | CMH  | LUC  | ASPTT | ONN  | NCA   |
| USB Bordeaux                                               |     | -    | 4-7  | -     | -    | -     |
| Club des Marsouins d'Hérouville                            | -   |      | -    | 3-11  | 8-15 | -     |
| Lille Métropole Water-Polo                                 | -   | -    |      | -     | -    | 12-10 |
| ASPTT Nancy                                                | 5-9 | -    | -    |       | -    | -     |
| Olympic Nice Natation                                      | -   | -    | 6-16 | 13-9  |      | 11-9  |
| NC Saint-Jean d'Angély                                     | 8-7 | 13-6 | -    | -     | -    |       |
| - Victoire à domicile - Match nul - Victoire à l'extérieur |     |      |      |       |      |       |

## Play-offs 2015-2016

### Poule haute
La poule haute est composée des quatre premières équipes de la phase régulière. Les quatre équipes se rencontreront lors de demi-finales et de finales. Les demi-finales opposeront	le premier du championnat au quatrième et le deuxième au troisième. Les demi-finales se joueront en deux matchs gagnants. Les vainqueurs des demi-finales disputeront la finale	et les perdants joueront la petite finale. Les finales se joueront en trois matchs gagnants.
|  |                                          |                                          |                                          |                                          |                                          |                                          |                                          |  |  |                                    |                                    |                                    |                                    |                                    |                                    |                                    |
|  | Demi-finales (au meilleur des 3 matches) | Demi-finales (au meilleur des 3 matches) | Demi-finales (au meilleur des 3 matches) | Demi-finales (au meilleur des 3 matches) | Demi-finales (au meilleur des 3 matches) | Demi-finales (au meilleur des 3 matches) | Demi-finales (au meilleur des 3 matches) |  |  | Finale (au meilleur des 5 matches) | Finale (au meilleur des 5 matches) | Finale (au meilleur des 5 matches) | Finale (au meilleur des 5 matches) | Finale (au meilleur des 5 matches) | Finale (au meilleur des 5 matches) | Finale (au meilleur des 5 matches) |
|  |                                          |                                          |                                          |                                          |                                          |                                          |                                          |  |  |                                    |                                    |                                    |                                    |                                    |                                    |                                    |
|  |                                          |                                          |                                          |                                          |                                          |                                          |                                          |  |  |                                    |                                    |                                    |                                    |                                    |                                    |                                    |
|  | [1]                                      |                                          |                                          |                                          |                                          |                                          |                                          |  |  |                                    |                                    |                                    |                                    |                                    |                                    |                                    |
|  |                                          |                                          |                                          |                                          |                                          |                                          |                                          |  |  |                                    |                                    |                                    |                                    |                                    |                                    |                                    |
|  | [4]                                      |                                          |                                          |                                          |                                          |                                          |                                          |  |  |                                    |                                    |                                    |                                    |                                    |                                    |                                    |
|  |                                          |                                          |                                          |                                          |                                          |                                          |                                          |  |  |                                    |                                    |                                    |                                    |                                    |                                    |                                    |
|  |                                          |                                          |                                          |                                          |                                          |                                          |                                          |  |  |                                    |                                    |                                    |                                    |                                    |                                    |                                    |
|  |                                          |                                          |                                          |                                          |                                          |                                          |                                          |  |  |                                    |                                    |                                    |                                    |                                    |                                    |                                    |
|  | [2]                                      |                                          |                                          |                                          |                                          |                                          |                                          |  |  |                                    |                                    |                                    |                                    |                                    |                                    |                                    |
|  |                                          |                                          |                                          |                                          |                                          |                                          |                                          |  |  |                                    |                                    |                                    |                                    |                                    |                                    |                                    |
|  | [3]                                      |                                          |                                          |                                          |                                          |                                          |                                          |  |  |                                    |                                    |                                    |                                    |                                    |                                    |                                    |
|  |                                          |                                          | Match pour la troisième place            |                                          |                                          |                                          |                                          |  |  |                                    |                                    |                                    |                                    |                                    |                                    |                                    |
|  |                                          |                                          |                                          |                                          |                                          |                                          |                                          |  |  |                                    |                                    |                                    |                                    |                                    |                                    |                                    |
|  |                                          |                                          |                                          |                                          |                                          |                                          |                                          |  |  |                                    |                                    |                                    |                                    |                                    |                                    |                                    |
|  |                                          |                                          |                                          |                                          |                                          |                                          |                                          |  |  |                                    |                                    |                                    |                                    |                                    |                                    |                                    |
|  |                                          |                                          |                                          |                                          |                                          |                                          |                                          |  |  |                                    |                                    |                                    |                                    |                                    |                                    |                                    |
|  |                                          |                                          |                                          |                                          |                                          |                                          |                                          |  |  |                                    |                                    |                                    |                                    |                                    |                                    |                                    |
|  |                                          |                                          |                                          |                                          |                                          |                                          |                                          |  |  |                                    |                                    |                                    |                                    |                                    |                                    |                                    |

- * : Équipe qui reçoit

### Poule basse
La poule basse est composée des équipes cinquième et sixième à l'issue de la phase régulière. Les deux équipes s'affronteront en deux matchs gagnants (match aller chez le club le moins bien classé, match retour et éventuel match d'appui chez le club le mieux classé).

## Classement des buteuses
| Rang | Buteur | Club | Buts |
| ---- | ------ | ---- | ---- |
| 1    |        |      |      |
| 2    |        |      |      |
| 3    |        |      |      |
| 4    |        |      |      |
| 5    |        |      |      |
| 6    |        |      |      |
| 7    |        |      |      |
| 8    |        |      |      |
| 9    |        |      |      |
| 10   |        |      |      |

| Source : Classement officiel des buteurs |